# بخش کانسپسیون (کورینتس)
بخش کانسپسیون (به اسپانیایی: Departamento Concepción) یک منطقهٔ مسکونی در آرژانتین است که در استان کورینتس واقع شده‌است. بخش کانسپسیون ۵٬۰۰۸ کیلومتر مربع مساحت و ۱۸٬۴۱۱ نفر جمعیت دارد.